# Nagyősz
 Nagyősz (románul:  Tomnatic, németül:  Triebswetter) falu Romániában, a Bánságban, Temes megyében, Nagyősz község központja. 

## Nevének változásai
1839-ben Trübswetter, Nagy-Ősz, 1863-1880 Triebswetter, 1890-ben Nagy-Ősz.

## Története
Reiszig Ede így ír a településről Torontál vármegye községei című munkájában:
„…A XIV. század közepén készült Gellért legenda szerint, Szent István király uralkodása alatt, Csanád vezér a nagyőszi síkon verte meg Ajtony seregét, mely ütközetben Ajtony is elesett.
E legendából csak azt következtethetjük, hogy a helység a XIV. században már megvolt, okleveles adatok azonban csak a XV. század közepétől kezdve vannak róla.
1451 február 20-án szerepel első ízben, Nagyőszi Megyeri Zsigmond nevében, a kit a nagylaki jobbágyoknak a teleki erdőben elkövetett hatalmaskodása ügyében tanúként kihallgattak.
A XV. század végén a csanádi püspökség birtokába került; de nem sokáig bírhatta, mert 1529-ben Bali bég az egész helységet elpusztította. Csak 1590-ben van ismét adatunk róla. Ekkor szerbek szállották meg, kikről Szegedy Pál püspök feljegyezte, hogy az engedelmességet neki megtagadták.
A csanádi püspökök mindemellett fenntartották jogaikat a helységre, mely fel van véve a gróf Pálffy Tamás püspök számára az 1654-1660. években kibocsátott oltalomlevélbe.
A XVII. század végén ismét puszta lett. Kollonics bibornok 1702 július 26-án e puszta tizedét a csanádi püspök részére ajánlotta kiutalni, de sikertelenül, mert a község a Maroson túl feküdt.
Temesvár visszafoglalása után e pusztát a temesvári bánság csanádi kerületébe bocsátották be.
Megtaláljuk az 1723-25. évi gróf Mercy-féle térképen is, Nagios néven.
1747-ben Lukács Tódor ebesföldi örmény bírta bérben.
A temesvári kormányzóság e pusztán 1772-ben Triebswetter név alatt új telepet alapított és állítólag arról a mérnökről nevezték el, a ki az első házhelyekét kimérte.
Az első lakosok Lotharingiából beszármazott franciák voltak, kivéve néhány Luxemburgból és Würzburgból származó német családot, a kik magukat elkülönítve, a német utcában telepedtek le.
Odescalchi Eugénie memoárjában rögzítette azt az anekdotát, hogy amikor az első német csoport tagjai fárasztó útjuk után megérkeztek leendő településükre zimankós, ködös idő fogadta őket, amiért az új lakók így keseregtek: „Oh, es ist trübes Wetter”, vagyis „Ó, de borús idő van!”, s ebből a megállapításból ered a település német, „Tribswetter” elnevezése.
1779-ben a helységet Torontál vármegyébe osztották be. Régi nevét 1888-ban állította vissza a vármegye közönsége.
1782 táján báró Alvinczy József tábornok vásárolta meg a kincstártól. Az ő révén került azután gróf Gyulai Albert, majd gróf Gyulai Samu birtokába.
Az első templom, vert földből, 1772-ben épült. Az új templomot a gróf Gyulai család az 1845-47. években emeltette, de a község fejezte be 1850-ben. 1840-től 1853-ig itt volt plébános Bonnaz Sándor, a későbbi csanádi püspök.…” A franciaországi születésű püspök gyermekkorát is itt töltötte.
Az első világháborúig Torontál vármegye Nagyszentmiklósi járásához tartozott.

### Az első világháború után
1951-ben 527 bánáti sváb lakosát deportálták a Bărăganra.
2004-ben vált ki Lovrin községből és szervezték önálló községgé.

## Népessége
- 1900-ban 3425 lakosából 3319 volt német, 60 magyar, 41 román, 15 egyéb anyanyelvű; 3375 római katolikus, 43 ortodox, 11 görögkatolikus, 5 izraelita, 1 evangélikus vallású.
- 1992-ben a 2927 lakosából 1987 volt román, 383 német, 165 magyar és 392 egyéb (277 cigány); 1889 ortodox, 845 római katolikus, 28 református, 7 görögkatolikus, 4 evangélikus és 154 egyéb (142 pünkösdista) vallású.